# Stephen King
Stephen Edwin King, född 21 september 1947 i Portland i  Maine, är en amerikansk författare som skrivit 64 romaner, varav sju under pseudonymen Richard Bachman, samt fem facklitterära verk. King är framförallt verksam inom genrer som skräck, thrillers, deckare, science-fiction och fantasy, och har även skrivit cirka 200 noveller. Många av Stephen Kings böcker har legat på bästsäljarlistorna och sammantaget uppskattats hans böcker ha sålt 350 miljoner exemplar. Bland hans mer framstående verk kan nämnas Varsel (The Shining), Pestens tid, Carrie, Det, Jurtjyrkogården, Dolores Claiborne och Den Gröna Milen. Flera av hans böcker och noveller har filmatiserats.
Kings böcker handlar ofta om vanliga människor som råkar ut för något otäckt och följer inte traditionella ramar. Han har skrivit annat än skräcklitteratur och har prisats för sina ungdomsskildringar. Det Stephen King ser som sitt främsta verk är romanen Lisey's Story.

## Biografi

### Uppväxt
Stephen King föddes i Portland i delstaten Maine i New England. Många av hans berättelser utspelar sig i Maine. Som liten var han intresserad av att skriva vampyrhistorier.
King var ett överviktigt och klumpigt barn, som kände sig bortstött av sina jämnåriga. Han hade mardrömmar om att göra bort sig offentligt och var alltid den som blev sist vald vid basebollspel. För att koppla bort verkligheten fantiserade han ihop ett alter ego, en superhjälte vid namn Cannonball Cannon. Fantasiförmågan ihop med den osäkerhet och ångest han kände blev betydande och han började fundera. Under en period befarade han att han skulle bli sinnessjuk. I en TV-intervju berättade han att han brukade läsa dödsannonser i lokaltidningar och därefter stryka över namnen i telefonkatalogen hemma.
Lite senare blev Stephen King mycket upptagen av döden, speciellt sin egen död. Han var övertygad om att han inte skulle bli 20 år. King fantiserade om mörka, övergivna gator där märkliga figurer grep efter honom i mörkret. I samband med dessa tankar samlade han ihop information om en massmördare från 1950-talet, Charles Starkweather, och samlade materialet i en klippbok i hopp om att förstå sig på personen bakom dåden.
Skräckintresset växte sig allt större och Stephen King konsumerade det han kom över: radioprogram, serietidningar och filmer. Då han satt i en biosalong och såg Anfall från rymden 1957, bröts filmen plötsligt och biografägaren tillkännagav att Sovjetunionen sänt upp sin första satellit, Sputnik, i rymden. King kopplade ihop filmen med fiendens rymdsond som cirkulerade runt jorden, kanske lastad med atombomber. Den fiktiva skräcken slogs ihop med den verkliga om att när som helst bli utplånad. Skräckslagen satt han kvar under resten av filmen.

### Familj
En av de mest kända händelserna från Stephen Kings barndom är hur hans pappa lämnade familjen. Donald King hade smak för både sprit och kvinnor och började arbeta som dammsugarförsäljare. Han hälsade gärna på hos unga änkor mitt i nätterna för att demonstrera dammsugare. Senare i livet arbetade pappan som sjöman i den amerikanska handelsflottan, vilket bland annat resulterade i att sonen Stephen fick en brasiliansk halvsyster. En detalj i sammanhanget är att i den oavkortade versionen av Pestens tid minns Mother Abagail en trevlig dammsugarförsäljare vid namn Donald King… (kapitel 50, andra segmentet). Innan Donald King formellt tog efternamnet King hade han flera olika alias. Under förevändningen att han skulle gå ut och köpa cigaretter lämnade Donald King sin familj år 1949 och kom aldrig tillbaka.
Trots att Stephen King har haft möjlighet att göra efterforskningar i faderns liv efter 1949 har han låtit bli. "Jag har tänkt tanken då och då under åren, men det har alltid varit något som stoppat mig. Vidskepelse, antar jag, likt det gamla talesättet om att inte väcka den björn som sover. Om sanningen ska fram så vet jag inte hur jag skulle reagera om jag hittade honom och vi stod ansikte mot ansikte", sa Stephen King i en intervju i tidningen Playboy (juni 1983).
Donald King lämnade ett inofficiellt arv till sin unge son. Fadern delade sonens intresse för skräck och hade en samling pocketböcker av bland annat H P Lovecraft som Stephen King sträckläste. King var överraskad över faderns skräckintresse och blev förvånad när han upptäckte att fadern även skrivit egna skräck- och science fictionhistorier. Dessa försökte han få publicerade i dåtida tidningar som Bluebook och Argosy. Ingen av berättelserna blev dock publicerad eller finns kvar i dag.
Faderns försvinnande skapade problem för familjen, speciellt för modern, Nellie Ruth King (född Pillsbury), som fick ta flera dåligt betalda jobb på bland annat ett tvätteri och ett munkbageri.
Familjen King levde under knappa förhållanden, men var aldrig riktigt illa ute. "Det fanns alltid mat på bordet, även om det inte var stek särskilt ofta", har King sagt. Nellie Ruth var strängt religiös och uppfostrade Stephen och den två år äldre adopterade brodern, David, strängt. Trots den begränsade ekonomin hävdade hon bestämt att de båda pojkarna skulle gå på college. "Vi fick båda stipendier till University of Maine. Varje vecka skickade hon oss $5 att spendera. Efter hennes död fick jag reda på att hon stundtals skippat måltider för att skicka oss pengar som vi ogenerat tog emot."
Kings mor dog av cancer 1973, när hon var 59 år gammal. Stephen bearbetade sina känslor i berättelser som "Vägbygge" ("Roadwork") och "Kvinnan i Rummet" ("The Woman in the Room") från novellsamlingen "Dödsbädden" (Night Shift).

### De första berättelserna
Vid tolv års ålder fick Stephen King en egen skrivmaskin och skickade in flera av de berättelser han skrivit till olika tidningar, men de publicerades inte. Han lät sig inte hejdas utan stencilerade själv upp sina berättelser och sålde till sina skolkamrater, vilket skolans rektor satte stopp för.
Skrivandet tog fart under skoltiden och Stephen King försatte sig själv i knipa då han skrev och tryckte upp en liten satirisk tidskrift kallad The Village Vomit där han häcklade lärare på Lisbon High School. Det var inga snälla ord han skrev och  ett exemplar hamnade hos en medlem av lärarkåren. Den unge satirikern började fundera på vad hans författarskap kunde kunde resultera i. Han blev bestraffad för sina texter, vilket ledde till att en studievägledare på hans skola hjälpte Stephen att utnyttja sin talang på ett bättre sätt. Stephen King fick därmed skriva om sport för Lisbon Enterprise där redaktören, John Gould, tog hand om King och lärde honom allt han kunde "om att skriva på 10 minuter".
År 1965 fick King sin första berättelse publicerad. Titeln förutsäger en del om hans blivande karriär: "I was a Teenage Graverobber" ("Jag var en tonårig gravskändare"). Senare under universitetsperioden var King en flitig skribent för skoltidningen, där han under sina sista år på college 1969–1970, hade sin egen spalt "King's Garbage Truck". 
Efter studentexamen arbetade han på en bensinstation och på ett tvätteri. Han gifte sig med Tabitha Spruce den 2 januari 1971. De fick dottern Naomi och senare sönerna Joe Hill och Owen. Till slut fick King ett jobb som engelsklärare på Hampden Academy High School, men efter varje arbetsdag satte han sig i skolans pannrum och gjorde det han älskade – skrev.
År 1972 hade King skrivit ett stort antal berättelser men fått fyra romaner nekade från publicering. Han var besviken och deprimerad: "Jag började tro att det var bara redaktörernas kusiner som fick böcker publicerade", har King sagt, men så kom vändningen.
King hade skrivit fyra sidor på Carrie när han insåg att det var skräp, och förpassade alltihop till papperskorgen. När han kom hem senare samma dag låg sidorna på skrivbordet. Tabitha hade plockat upp dem, läst dem och skrivit en lapp: "Snälla fortsätt, detta är bra". Carrie slutfördes och skickades till Bill Thompson på Doubleday, och blev antagen.
"Jag satt en regnig eftermiddag i mars 1973 och förberedde en lektion i amerikansk litteratur när min fru ringde, så upphetsad att hon knappt kunde prata. Hon hade ett telegram som hon läste upp: '"Carrie" officiellt en Doubleday book. $2500 i förskott mot royalties. Grattis grabben – framtiden ser ljus ut. Bill'".

## Richard Bachman
King har använt pseudonymen Richard Bachman. Böcker med Bachman som författare gavs ut på många språk. När den fjärde släpptes i USA 1985 hittade en bibliotekarie bevis för att det egentligen var King som skrev (hans namn fanns på copyrighthandlingar för en av Bachmans böcker) under pseudonym för att se om han kunde slå igenom igen. En av hans böcker under namnet Bachman hade sålts i 28 000 exemplar, men när det uppdagades att det var King som skrivit boken steg försäljningen till 280 000 exemplar. Efter att Bachmans rätta identitet hade avslöjats, meddelade hans förlag att Bachmann hastigt avlidit efter att ha drabbats av "cancer i pseudonymen, en sällsynt form av schizonomi".

### Romaner
- 1974 – Carrie, översättning: Bo G.A. Ericsson
- 1975 – Staden som försvann (Salem's Lot), översättning: Lennart Olofsson
- 1977 – Varsel (The Shining), översättning: Bo G.A. Ericsson
- 1978 – Pestens tid (The Stand), översättning: Lennart Olofsson
- 1979 – Död Zon (The Dead Zone), översättning: Jimmy Hofsö
- 1980 – Eldfödd (Firestarter), översättning: Jimmy Hofsö
- 1981 – Cujo, översättning: Jimmy Hofsö
- 1982 – Det mörka tornet 1: Revolvermannen (The Dark Tower I: The Gunslinger, även översatt som Det svarta tornet 1: Revolvermannen), översättning: John-Henri Holmberg
- 1983 – Christine, översättning: Jimmy Hofsö
- 1983 – Jurtjyrkogården (Pet Sematary), översättning: Lennart Olofsson
- 1984 – Talismanen (The Talisman, med Peter Straub), översättning: Lennart Olofsson
- 1986 – Det (It), översättning: Roland Adlerberth
- 1987 – Drakens ögon (The Eyes of the Dragon), översättning: Karl G. Fredriksson och Lilian Fredriksson
- 1987 – Lida (Misery), översättning: Lennart Olofsson
- 1987 – Det mörka tornet 2: De tre blir dragna (The Dark Tower II: The Drawing of the Three, även översatt som Det svarta tornet 2: Följeslagarna), översättning: John-Henri Holmberg
- 1987 – Knackarna (Tommyknockers), översättning: Roland Adlerberth
- 1989 – Stark (The Dark Half), översättning: Roland Adlerberth
- 1990 – Pestens tid: Den oavkortade versionen (The Stand: The Complete and Uncut Edition)
- 1991 – Det mörka tornet 3: De öde landen (The Dark Tower III: The Waste Lands), översättning: John-Henri Holmberg
- 1991 – Köplust (Needful Things), översättning: Lennart Olofsson
- 1992 – Geralds lek (Gerald's Game), översättning: Lennart Olofsson
- 1992 – Dolores Claiborne, översättning: Lennart Olofsson
- 1994 – Sömnlös (Insomnia), översättning: John-Henri Holmberg
- 1995 – Rasande Rose (Rose Madder), översättning: John-Henri Holmberg
- 1996 – Den gröna milen (The Green Mile), översättning: John-Henri Holmberg
- 1996 – Desperation, översättning: John-Henri Holmberg
- 1997 – Det mörka tornet 4: Magiker och glas (The Dark Tower IV: Wizard and Glass), översättning: John-Henri Holmberg
- 1998 – Benrangel (Bag of Bones), översättning: Thomas Preis
- 1999 – Flickan som älskade Tom Gordon (The Girl who Loved Tom Gordon), översättning: Tove Janson Borglund
- 1999 – Hjärtan i Atlantis (Hearts in Atlantis), översättning: John-Henri Holmberg
- 2001 – Drömfångare (Dreamcatcher), översättning: John-Henri Holmberg
- 2001 – Svarta huset (Black House, med Peter Straub), översättning: John-Henri Holmberg
- 2002 – Om en Buick 8 (From a Buick 8), översättning: John-Henri Holmberg
- 2003 – Det mörka tornet 5: Vargarna i Calla (The Dark Tower V: Wolves of the Calla), översättning: John-Henri Holmberg
- 2003 – Det mörka tornet 6: Sången om Susannah (The Dark Tower VI: Song of Susannah), översättning: John-Henri Holmberg
- 2003 – Det mörka tornet 7: Det mörka tornet (The Dark Tower VII: The Dark Tower), översättning: John-Henri Holmberg
- 2003 – The Colorado Kid, ej översatt
- 2006 – Signal (Cell), översättning: Anders Bellis
- 2006 – Liseys berättelse (Lisey's Story), översättning: Anders Bellis
- 2009 – Duma Key, översättning: Anders Bellis
- 2009 – Under kupolen (Under the Dome), översättning: Anders Bellis
- 2011 – 22/11 1963 (11/22/63), översättning: Boo Cassel
- 2012 – Det mörka tornet 8:: Vinden genom nyckelhålet (The Dark Tower: The Wind Through the Keyhole), översättning: John-Henri Holmberg
- 2013 – Doktor Sömn, översättning: Boo Cassel
- 2013 – Joyland, ej översatt
- 2014 – Mr. Mercedes, översättning: Boo Cassel
- 2014 – Väckelse (Revival), översättning: Boo Cassel
- 2015 – Den som finner (Finders Keepers), översättning: John-Henri Holmberg
- 2016 – Sista vakten (End of Watch), översättning: John-Henri Holmberg
- 2018 – Outsidern (The Outsider), översättning: John-Henri Holmberg
- 2019 – Törnrosor (Sleeping Beauties, i samarbete med Owen King), översättning: Boo Cassel
- 2019 – Institutet (The Institute), översättning: John-Henri Holmberg
- 2021 – Senare (Later), översättning: John-Henri Holmberg
- 2021 – Billy Summers (Billy Summers), översättning: John-Henri Holmberg
- 2022 – En Saga (Fairy Tale), översättning: John-Henri Holmberg
- 2023 – Holly (Holly), översättning: John-Henri Holmberg

### Under pseudonymen Richard Bachman
- 1977 – Raseri (Rage), översättning: Karl G. Fredriksson och Lilian Fredriksson
- 1979 – Maratonmarschen (The Long Walk), översättning: Karl G. Fredriksson och Lilian Fredriksson
- 1981 – Vägbygge (Roadwork), översättning: Jimmy Hofsö
- 1982 – Den flyende mannen (The Running Man), översättning: Jimmy Hofsö
- 1984 – Förbannelse (Thinner), översättning: Love Kellberg
- 1996 – Väktarna (The Regulators), översättning: John-Henri Holmberg
- 2007 – Blaze (Blaze), översättning: Anders Bellis

### Noveller
- Slagfältet (Battleground), 1978
- Monstret i garderoben (The Boogeyman), 1978
- Majsens barn (Children of the Corn), 1978
- Nattarbete (Graveyard Shift), 1978
- Grått slem, eller... (Gray Matter), 1978
- Främmande hyregäster (I Am the Doorway), 1978
- Jag vet vad du vill ha (I Know What You Need), 1978
- Jerusalem's Lot (Jerusalem's Lot), 1978
- Sista pinnen på stegen (The Last Rung on the Ladder), 1978
- Gräsklipparmannen (novell) (The Lawnmover man), 1978
- Vadet (The Ledge), 1978
- En skön vårkväll (The Man Who Loved Flowers), 1978
- Mangeln (The Mangler), 1978
- Mörk bränning (Night Surf), 1978
- Snöstormen (One for the Road), 1978
- Hur man slutar röka (Quitters, Inc.), 1978
- Smultronvår (Strawberry Spring), 1978
- Onda maskiner (Trucks), 1978
- Kvinnan i rummet (The Woman in the Room), 1978
- Sommardåd (Apt Pupil), 1982, översättning: Mårten Edlund
- Höstgärning (The Body), 1982
- Vinterverk (The Breathing Method), 1982, översättning: Jimmy Hofsö
- Vårbedrift (Rita Hayworth and the Shawshank Redemption), 1982
- Balladen om den flexibla kulan (The Ballad of the Flexible Bullet), 1985
- Strandvärld (Beachworld), 1985
- Hjul som rullar: En berättelse om tvättköret (Mjölkbudet 2) (Big Wheels: A Tale of the Laundry Game (Milkman #2)), 1985
- Skall jag taga vara på min broder? (Cain Rose Up), 1985
- Till Owen (For Owen), 1985
- Mommo (Gramma), 1985
- Tigrar finnes här (Here There Be Tygers), 1985
- Den långa resan (The Jaunt), 1985
- Mannen som inte ville skaka hand (The Man Who Would Not Shake Hands), 1985
- Dimman (The Mist), 1985, översättning: Karl G. Fredriksson och Lilian Fredriksson
- Den förskräckliga apan (The Monkey), 1985, översättning: Karl G. Fredriksson och Lilian Fredriksson
- Morgonleveranser (Mjölkbudet 1) (Morning Deliveries (Milkman #1)), 1985
- Mrs. Todds Genväg (Mrs. Todd's Shortcut), 1985
- Nona (Nona), 1985
- Paranoia: En besvärjelse (Paranoid: A Chant), 1985
- Flotten (The Raft), 1985
- Sundet (The Reach), 1985
- Liemannens bild (The Reaper's Image), 1985
- Den typ som överlever (Survivor Type), 1985
- Farbror Ottos lastbil (Uncle Otto's Truck), 1985
- Spela på bröllop (The Wedding Gig), 1985
- Gudarnas ordbehandlare (Word Processor of the Gods), 1985
- Dolans Cadillac (Dolan's Cadillac), 1989
- Langoljärerna (The Langoliers), 1990
- Bibliotekspolisen (The Library Policeman), 1990
- Hemligt fönster, hemlig trädgård (Secret Window, Secret Garden), 1990
- Solhunden (The Sun Dog), 1990
- Brooklyn August (Brooklyn August), 1993
- Klappertänder (Chattery Teeth), 1993
- Crouch End (Crouch End), 1993
- Dedication (Dedication), 1993 **
- Doktorns fall (The Doctor's Case), 1993
- Dolans Cadillac (Dolan's Cadillac), 1993
- Slutet På Hela Eländet (The End of the Whole Mess), 1993
- Den femte fjärdedelen (The Fifth Quarter), 1993
- Hemfödsel (Home Delivery), 1993
- Huset på Maple Street (The House on Maple Street), 1993
- Det växer till sig (It Grows on You), 1993
- Fingret (The Moving Finger), 1993
- Min fina ponny (My Pretty Pony), 1993
- Pappsen (Popsy), 1993
- Regntid (Rainy Season), 1993
- Sneakers (Sneakers), 1993
- Ursäkta, rätt nummer (Sorry, Right Number), 1993
- Låten barnen komma till mig (Suffer the Little Children), 1993
- Klockan Tio-folket (The Ten O'Clock People), 1993
- Umneys sista fall (Umney's Last Case), 1993
- Dom har ett helvetes bra band (You Know They've Got a Hell of a Band), 1993
- My Pretty Pony (My Pretty Pony), 1998 **
- En åktur i kulan (Riding the Bullet), 1999/2002
- 1408 (1408), 2002
- Allt du älskar kommer att försvinna (All That You Love Will Be Carried Away), 2002
- Obduktionsrum fyra (Autopsy Room Four), 2002
- Jack Hamiltons död (The Death of Jack Hamilton), 2002
- Allting är slutgiltigt (Everything's Eventual), 2002
- I dödsrummet (In The Deathroom), 2002
- L.T's husdjursteori (L.T.'s Theory of Pets), 2002
- Elurias små systrar (Little Sisters of Eluria), 2002
- Lyckeslanten (Luckey Quarter), 2002
- Lunch på Café Gotham (Lunch at the Gotham Cafe), 2002
- Mannen i den svarta kostymen (The Man in the Black Suit), 2002
- Vägviruset drar norrut (The Road Virus Heads North), 2002
- The Stationary Bike (The Stationary Bike), 2004 **
- Memory (Memory), 2006 **

(**=Eventuellt ej utgiven på svenska)

### Novellsamlingar
- Dödsbädden (Night Shift) (1978) översättning: Ansis Grinbergs
- Sommardåd/Vinterverk (Different Seasons) (1982) översättning Mårten Edlund
- Varulvens år (Cycle of the Werewolf) (1984) illustrerad av Bernie Wrightson, översättning: Britt-Marie Thieme
- Den förskräckliga apan (Skeleton Crew) (1985)
- Mardrömmar (Four Past Midnight) (1990) översättning: Ulf Gyllenhak
- Nattmaror och drömlandskap (Nightmares and Dreamscapes) (1993) översättning: Ylva Spångberg och Jan Risheden
- Six Stories (Six Stories) (1997)
- Allt kan hända (Everything's Eventual. 14 Dark Tales) (2005) översättning: John-Henri Holmberg
- Strax efter solnedgången (Just After Sunset) (2008) översättning: Anders Bellis
- Nattsvart, Stjärnlöst 2012 (Full Dark, No Stars) (2010) översättning: Gabriel Setterborg
- (The Bazaar of Bad Dreams) (2015)
- Blod säljer (If It Bleeds) (2020) översättning: John-Henri Holmberg
- Så du vill ha det mörkare (You Like it Darker) översättning: John-Henri Holmberg

### Övriga verk
- Dödsdansen (Danse Macabre, 1980, fackbok om skräckgenren, översättning: Börje Crona
- Creepshow (Creepshow, 1982, serieversion av filmen med samma namn)
- Den gröna milen (The Green Mile), 1996
  1. De två döda flickorna (The Two Dead Girls)
  2. Musen på milen (The Mouse on the Mile)
  3. Coffeys händer (Coffey's Hands)
  4. Eduard Delacroix onda död (The Bad Death of Eduard Delacroix)
  5. Resa i natten (Night Journey)
  6. Coffey på milen (Coffey on the Mile)
- Att Skriva: En hantverkares memoarer (On Writing: A Memoir of the Craft), 2000, självbiografi och författarhandbok, översättning: Tove Borglund Janson
- The Girl Who Loved Tom Gordon: A Pop-Up Book (The Girl Who Loved Tom Gordon: A Pop-Up Book), 2004, barnbok (ej utgiven på svenska)
- Arkiv X-avsnittet Chinga (manus)
- Det Mörka Tornet (fantasyserie på 8 delar)

## Filmatiseringar av Kings böcker
Många av Stephen Kings verk har filmatiserats, bland annat nedanstående. Flera av dessa har blivit mycket uppskattade och kritikerrosade bland annat Carrie, Varsel, Den gröna Milen och Det.
- 11.22.63 (TV-serie 2016)
- Carrie (1976/2013)
- Salem's Lot (1979)
- Salem's Lot (2004)
- The Shining (1980/1997)
- Creepshow (1982)
- Cujo (1983)
- The Dead Zone (1983)
- Christine (1983)
- Children of the Corn (1984)*
- Eldfödd (1984)
- Cat's Eye (1985)*
- Silver Bullet (1985)
- Maximum Overdrive (1986)*
- Stand by Me (1986)*
- Creepshow II (1987)
- The Running Man (1987)
- Jurtjyrkogården (1989)
- Det (1990)
- Nattarbete (1990)
- Lida (1990)
- Sometimes They Come Back  (1991)*
- Sömngångare (1992)
- Gräsklipparmannen (1992)*
- Knackarna (1993)[6]
- The Dark Half (1993)
- Köplust (1993)
- Pestens tid (1994)
- Nyckeln till frihet (1994)
- Dolores Claiborne (1995)
- Mangeln (1995)*
- Langoljärerna (1995)*
- Thinner (1996)*
- The Night Flier (1997]
- Sommardåd (1998)
- Den gröna milen (1999)
- Storm of the Century (1999)
- Hjärtan i Atlantis (2001)
- Skräckens hus (2002)
- Drömfångare (2003)
- Secret Window (2004)*
- En åktur i kulan (2004)*
- I ondskans våld (2006)
- Flickan som älskade Tom Gordon (2006)
- From a Buick 8 (2006)
- 1408 (2007)*
- The Mist (2008)
- The Talisman (2008)
- Det (2017)
- Geralds lek (2017)
- Jurtjyrkogården (2019)
- Det: Kapitel 2 (2019)
- Doctor Sleep  (2019)

(* = noveller)